# فيرنر كروغر (لاعب اتحاد الرغبي)
فيرنر كروغر (بالإنجليزية: Werner Kruger)‏ هو لاعب اتحاد الرغبي جنوب أفريقي، ولد في 23 يناير 1985 في Kempton Park, South Africa ‏ في جنوب أفريقيا.

## وصلات خارجية
- فيرنر كروغر على موقع ItsRugby.co.uk (الإنجليزية)